# Station Małdyty
Station Małdyty is een spoorwegstation in de Poolse plaats Małdyty.